# Nitretação

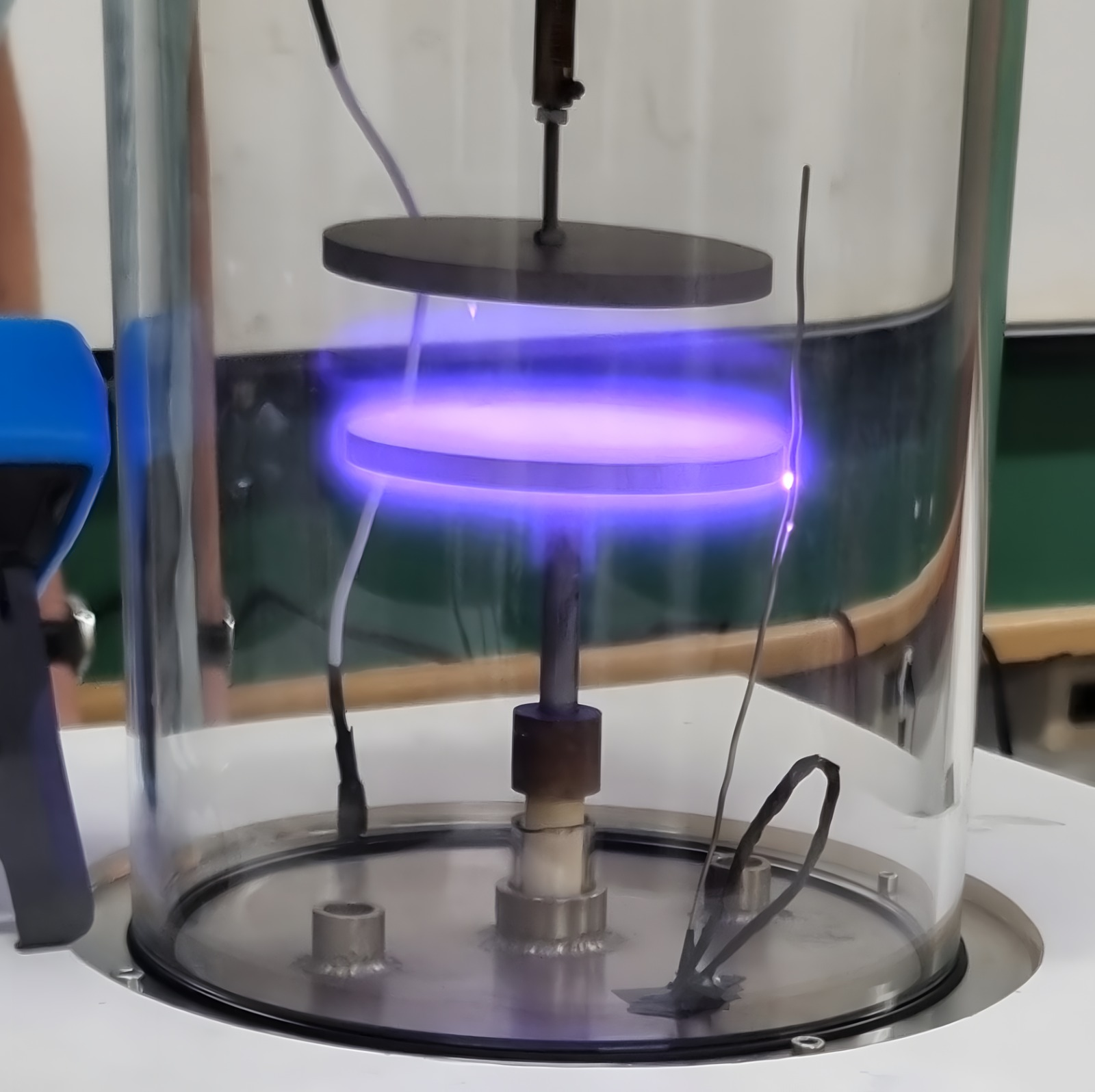
Reator a plasma demonstrando o mecanismo de deposição de nitrogênio

A nitretação é um tratamento termoquímico que difunde nitrogênio na superfície de um metal para criar um endurecimento superficial. São mais comumente usados em aços de baixa liga. Eles também são usados em aços que contém teores de elementos de liga como titânio, alumínio, molibdênio e vanádio devido a formação de nitretos.
As aplicações típicas do processo são realizadas em componentes como: engrenagens, virabrequins, eixos de comando de válvulas, peças de válvulas, parafusos de extrusora, ferramentas de fundição sob pressão, matrizes de forjamento, matrizes de extrusão, componentes de armas de fogo, injetores e ferramentas de moldagem de plástico. O processo é amplamente utilizado devido aumento da resistência ao desgaste uma vez que a dureza do material que recebeu o tratamento aumenta substancialmente.

## Processos
Os diferentes processos são denominados conforme o meio utilizado para a introdução dos íons de nitrogênio. Existem três métodos principais para realizar a nitretação: nitretação a gás, onde o nitrogênio é fornecido na forma de um gás amônia; nitretação em banho de sal, que utiliza um banho de sais fundidos para o fornecimento de nitrogênio; e nitretação a plasma, que emprega um plasma de nitrogênio para alcançar a difusão dos íons na superfície do metal.

### Nitretação a gás
Neste processo, o doador é um gás rico em nitrogênio, geralmente amônia (NH3), razão pela qual é às vezes conhecido como nitretação por amônia. Quando um molécula de amônia entra em contato com a peça aquecida, ela se dissocia em nitrogênio e hidrogênio. O nitrogênio então se difunde na superfície do material criando uma camada de nitretos. O processo de nitretação tem sido empregado por quase um século, mas foi somente nas últimas décadas que um esforço significativo foi dedicado à investigação de seus aspectos termodinâmicos e cinéticos. Essa pesquisa recente resultou em avanços que permitem um controle mais preciso do processo. Atualmente, é possível controlar especificamente a espessura e a composição das fases das camadas, otimizando o processo para atender às propriedades desejadas de acordo com exigências específicas.
O processo permite um controle preciso do potencial químico do nitrogênio na atmosfera de nitretação, obtido através da taxa de fluxo de gás de nitrogênio e oxigênio. Isso permite uma nitretação quimicamente eficaz e, embora esse efeito possa ser considerado uma desvantagem em alguns casos, especialmente quando comparado com a nitretação a plasma. Outra vantagem significativa é a possibilidade de tratar lotes grandes, sendo o tamanho do forno e o fluxo de gás os únicos fatores limitantes. Com o controle moderno e computadorizado da atmosfera, os resultados da nitretação a gás podem ser facilmente monitorados e ajustados, garantindo consistência e qualidade no processo. Além disso, o custo de equipamento para nitretação a gás é relativamente baixo, particularmente quando comparado com os sistemas de nitretação a plasma.
Por outro lado, a nitretação a gás apresenta algumas desvantagens. A cinética da reação é fortemente influenciada pela condição da superfície das peças a serem tratadas; superfícies oleosas ou contaminadas com fluidos de corte podem resultar em uma nitretação de baixa qualidade. Em alguns casos, a ativação da superfície é necessária, especialmente ao tratar aços com alto teor de cromo, o que é um procedimento comparável à pulverização catódica usada na nitretação a plasma. A amônia, utilizada como meio de nitretação, embora não seja extremamente tóxica, pode ser prejudicial quando inalada em altas concentrações. Além disso, é necessário cuidado ao aquecer na presença de oxigênio para minimizar o risco de explosão.

### Nitretação em banho de sal
Na nitretação em banho de sal, o meio doador de nitrogênio é um sal contendo nitrogênio, como o sal de cianeto. Os sais utilizados podem também doar carbono para a superfície da peça, tornando o banho de sal um processo de nitrocarbonetação ou Carbo-Nitruração (Pt-Pt). Geralmente, a temperatura utilizada é típica de todos os processos de nitrocarbonetação: 550 a 570°C. Comumente, os sais usados são extremamente tóxicos, fazendo com que a utilização do processo caia em desuso.
Uma das principais vantagens é o tempo de processamento rápido, geralmente na ordem de 4 horas ou mais para atingir a difusão desejada, enquanto outros métodos podem levar mais tempo. A operação também é simples: o banho de sal e as peças são aquecidos até a temperatura desejada, e as peças permanecem submersas por um período específico. Essa simplicidade operacional torna o processo eficiente e relativamente fácil de gerenciar.
No entanto, a nitretação de sal também possui desvantagens significativas. Os sais utilizados no processo são altamente tóxicos, e seu descarte é controlado por leis ambientais rigorosas nos países ocidentais, o que aumenta os custos operacionais. Além disso, devido a essas regulamentações, os custos envolvidos no uso de banhos de sal têm aumentado consideravelmente. Outro ponto negativo é a limitação do processo: com um determinado tipo de sal, apenas um processo específico é possível, pois o potencial de nitrogênio é definido pelo sal. Isso limita a flexibilidade do tratamento em comparação com outros métodos que podem ajustar o potencial de nitrogênio de acordo com as necessidades específicas do material a ser tratado.

### Nitretação a plasma
A nitretação por plasma, também conhecida como nitretação iônica, nitretação iônica por plasma ou nitretação por descarga luminosa, é um tratamento industrial de endurecimento de superfície para materiais metálicos.
Na nitretação a plasma, a reatividade do meio de nitretação não se deve à temperatura, mas ao estado ionizado do gás. Nesta técnica, campos elétricos são usados para gerar moléculas ionizadas do gás ao redor da superfície a ser nitretada (região denominada como bainha catódica). Esse gás altamente reativo com moléculas ionizadas é denominado plasma, nomeando a técnica.
Normalmente os aços são tratados de forma benéfica com nitretação a plasma. Este processo permite o controle rigoroso da microestrutura nitretada, permitindo a nitretação com ou sem formação de camada composta. Não só o desempenho das peças metálicas é melhorado, mas a vida útil também aumenta, assim como o limite de deformação e a resistência à fadiga dos metais sendo tratados. Por exemplo, as propriedades mecânicas do aço inoxidável austenítico, como a resistência ao desgaste, podem ser significativamente aumentadas e a dureza superficial dos aços para ferramentas pode ser duplicada.
Uma peça nitretada a plasma geralmente está pronta para uso. Não requer usinagem, polimento ou qualquer outra operação pós-nitretação. Assim, o processo possui alta aplicabilidade, é economicamente viável, e ecologicamente sustentável pois dispensa a utilização de compostos tóxicos. Além disso, o processo possui alta precisão de design microestrutural, permitindo a obtenção de uma camada difusiva de nitrogênio em paralelo com opcionalmente uma camada de compostos e fases austeníticas como a braunita, martensita de nitrogênio e austenita retida.
Este processo foi inventado por Bernhardt Berghaus, que mais tarde se estabeleceu em Zurique para escapar da perseguição nazista. Após sua morte no final da década de 1960, o processo foi adquirido pelo Klockner group e popularizado globalmente.
A nitretação por plasma é frequentemente associada ao processo de deposição física de vapor (PVD) e rotulada como Tratamento Duplex, com benefícios aprimorados. Muitos usuários preferem ter uma etapa de oxidação por plasma combinada na última fase do processamento para produzir uma camada preta suave de óxidos que seja resistente ao desgaste e à corrosão, além disso tal camada ajuda em certos cenários a previnir a precipitação de carbonetos em aços que possuem um alto teor de elementos que formam carbonetos, como os inoxidáveis.
Como os íons nitrogênio são disponibilizados por ionização, diferentemente do banho de gás ou de sal, a eficiência da nitretação a plasma não depende da temperatura. A nitretação a plasma pode, portanto, ser realizada em uma ampla faixa de temperatura, de 260 °C a mais de 600 °C. Por exemplo, em temperaturas moderadas (como 420°C), os aços inoxidáveis podem ser nitretados sem a formação de precipitados de nitreto de cromo e, portanto, mantendo suas propriedades de resistência à corrosão uma vez que não ocorre corrosão intergranular devido a carência de passivação no contorno de grão.
Nos processos de nitretação a plasma, o gás nitrogênio (N2) é geralmente o gás que transporta e fornece o nitrogênio. Outros gases como hidrogênio ou argônio também são usados. Na verdade, o argônio e o H2 podem ser utilizados antes do processo de nitretação durante o aquecimento das peças para limpar as superfícies a serem nitretadas através de mecanismos de pulverização catódica (sputtering). Este procedimento de limpeza remove eficazmente camadas de óxido das superfícies e pode remover componentes orgânicos que possam permanecer durante o tratamento. A adição de argônio também ajuda a estabilidade térmica da planta de plasma, uma vez que o calor adicionado pelo plasma já está presente durante o aquecimento e, portanto, uma vez atingida a temperatura do processo, a nitretação propriamente dita começa com pequenas alterações de aquecimento.

## Ligas comumente usadas para nitretação
Exemplos de aços facilmente nitretáveis incluem as séries SAE 4100, 4300, 5100, 6100, 8600, 8700, 9300 e 9800, classes de aço de qualidade aeronáutica do Reino Unido BS 4S 106, BS 3S 132, 905M39 (EN41B), aços inoxidáveis, alguns aços para ferramentas (H13 e P20, por exemplo) e certos ferros fundidos. Idealmente, os aços para nitretação devem estar na condição endurecidos e revenidos, exigindo que a nitretação ocorra a uma temperatura inferior à temperatura do último revenido. Um acabamento de superfície torneado fino ou retificado é o melhor.
As ligas de nitretação são aços-liga com elementos formadores de nitretos, como alumínio, cromo, molibdênio, titânio e vanádio.

## História
A investigação sistemática sobre o efeito do nitrogênio nas propriedades superficiais do aço começou na década de 1920. A investigação sobre nitretação de gás começou de forma independente na Alemanha e na América. O processo foi recebido com entusiasmo na Alemanha e vários tipos de aço foram desenvolvidos pensando na nitretação: os chamados aços de nitretação. A recepção na América foi menos impressionante. Com tão pouca procura, o processo foi largamente esquecido nos EUA. Após a Segunda Guerra Mundial, o processo foi reintroduzido na Europa. Muitas pesquisas ocorreram nas últimas décadas para compreender a termodinâmica e a cinética das reações envolvidas.